# پرل وایت
پرل وایت (انگلیسی: Pearl White; ۴ مارس ۱۸۸۹ – ۴ اوت ۱۹۳۸) یک هنرپیشه اهل ایالات متحده آمریکا بود.